# Šťavnatka vonná
Šťavnatka vonná (Hygrophorus agathosmus) je druh houby z čeledi šťavnatkovité (Hygrophoraceae).

## Znaky
Zpočátku klenutý klobouk se postupně rozkládá do plochy, přičemž v jeho středu vyniká nízký hrbol. V průměru dorůstá 4–8 cm. Pokožka je slizká, hladká, její barva je buďto bílá, nebo se pohybuje v odstínech šedi. Okraje bývají často i v dospělosti lehce zavinuté.
Lupeny bílé až bleděšedé, tlusté, u třeně sbíhavé, na klobouku řídce uspořádané. Výtrusný prach je bílý.
Třeň je bílý, ve spodní části lehce ztloustlý, 5-10 cm dlouhý, povrch je pokrytý bílými šupinkami.
Dužnina bílá, šťavnatá, křehká, typická je silná vůně po marcipánu či hořkých mandlích, bez výrazné chuti.

## Užití
Jedlá houba, neměla by se ale konzumovat ve větších dávkách, hrozí žaludeční potíže (z tohoto důvodu někde uváděna i jako nejedlá).

## Ekologie
Tato šťavnatka je po celý podzim k nalezení v smíšených a jehličnatých lesích, ze stromů preferuje smrky a borovice.

## Rozšíření
Druh byl pozorován v Evropě, Sev. Americe, Africe a Indii.

## Galerie

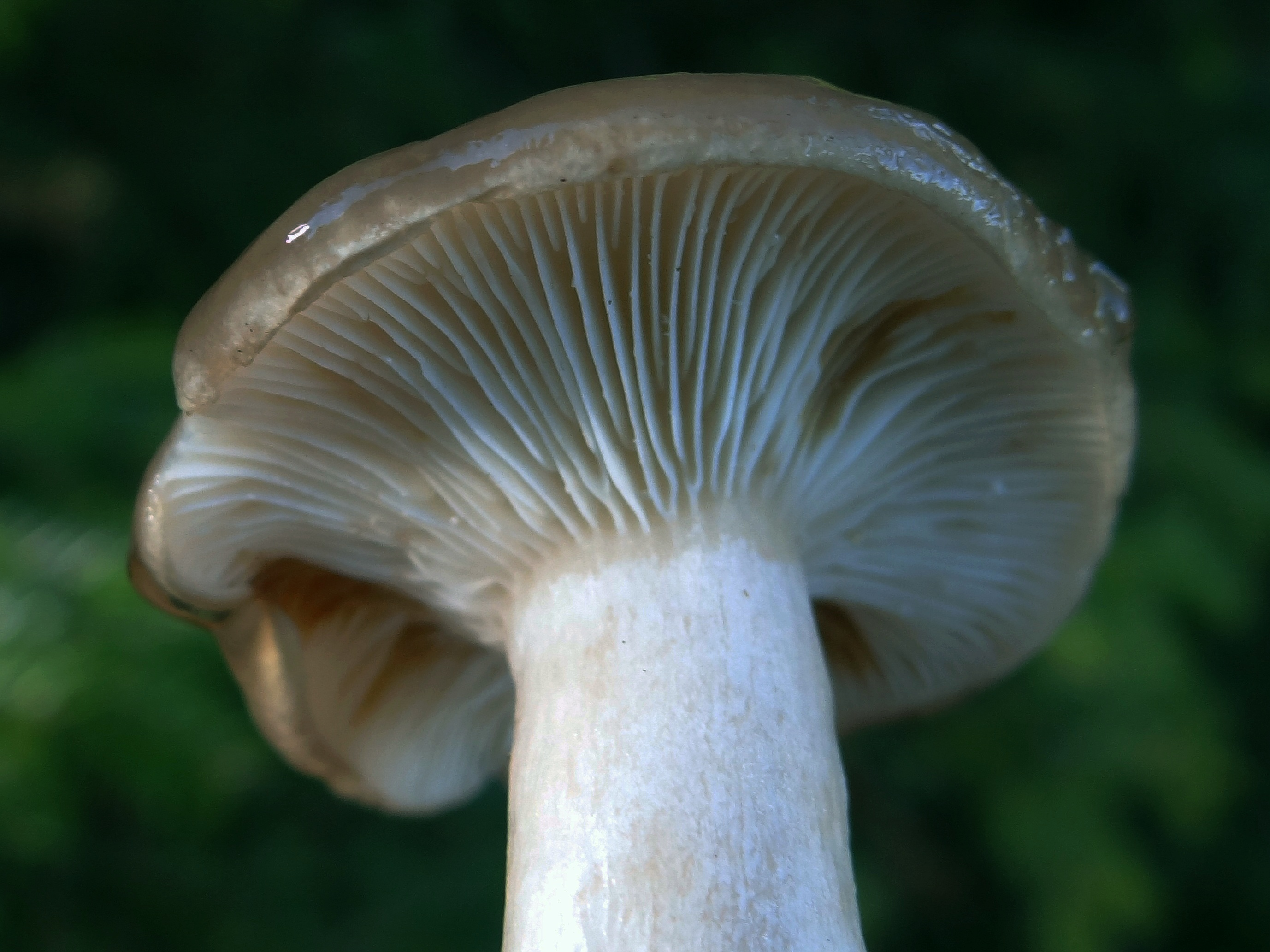
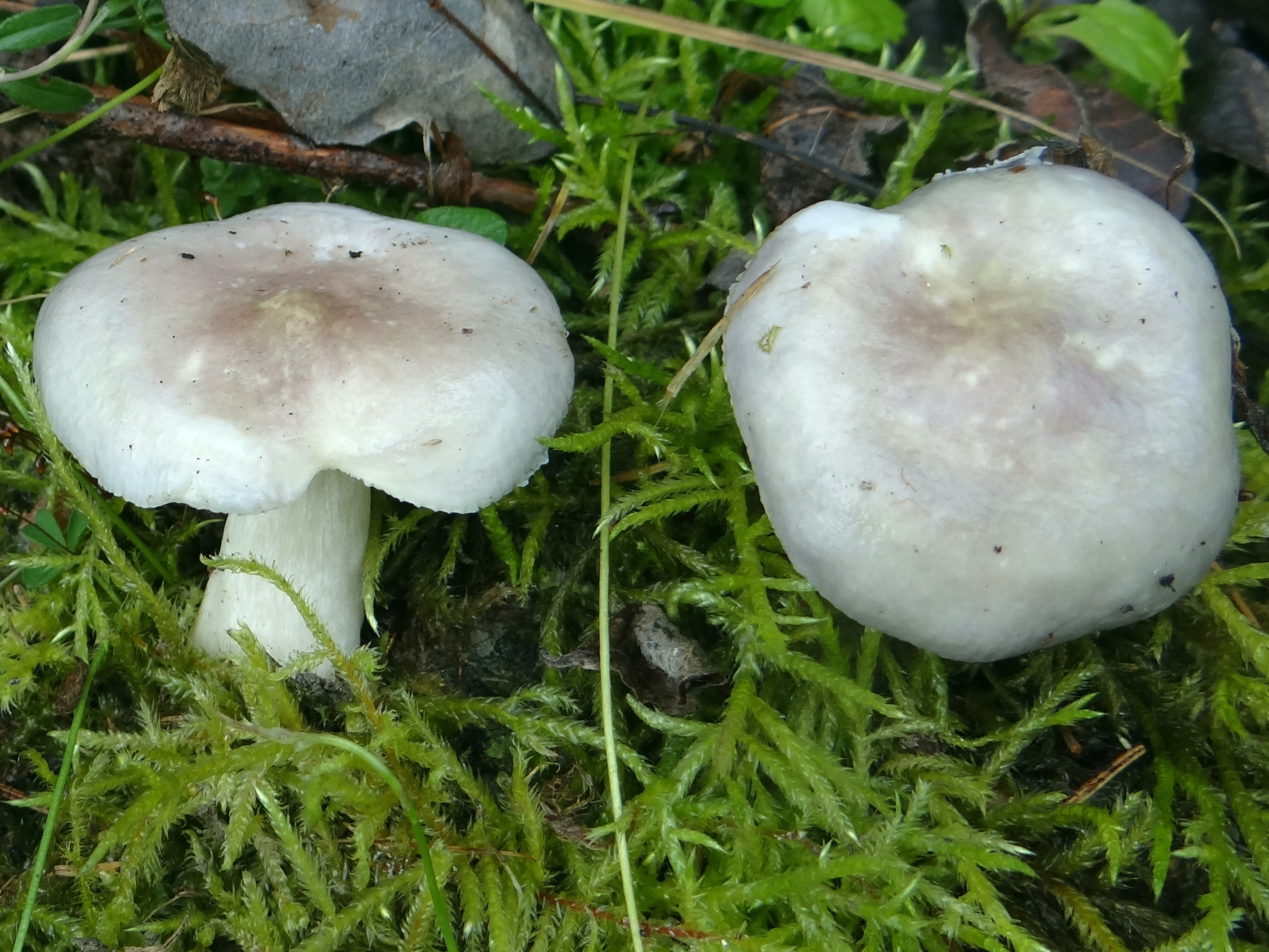
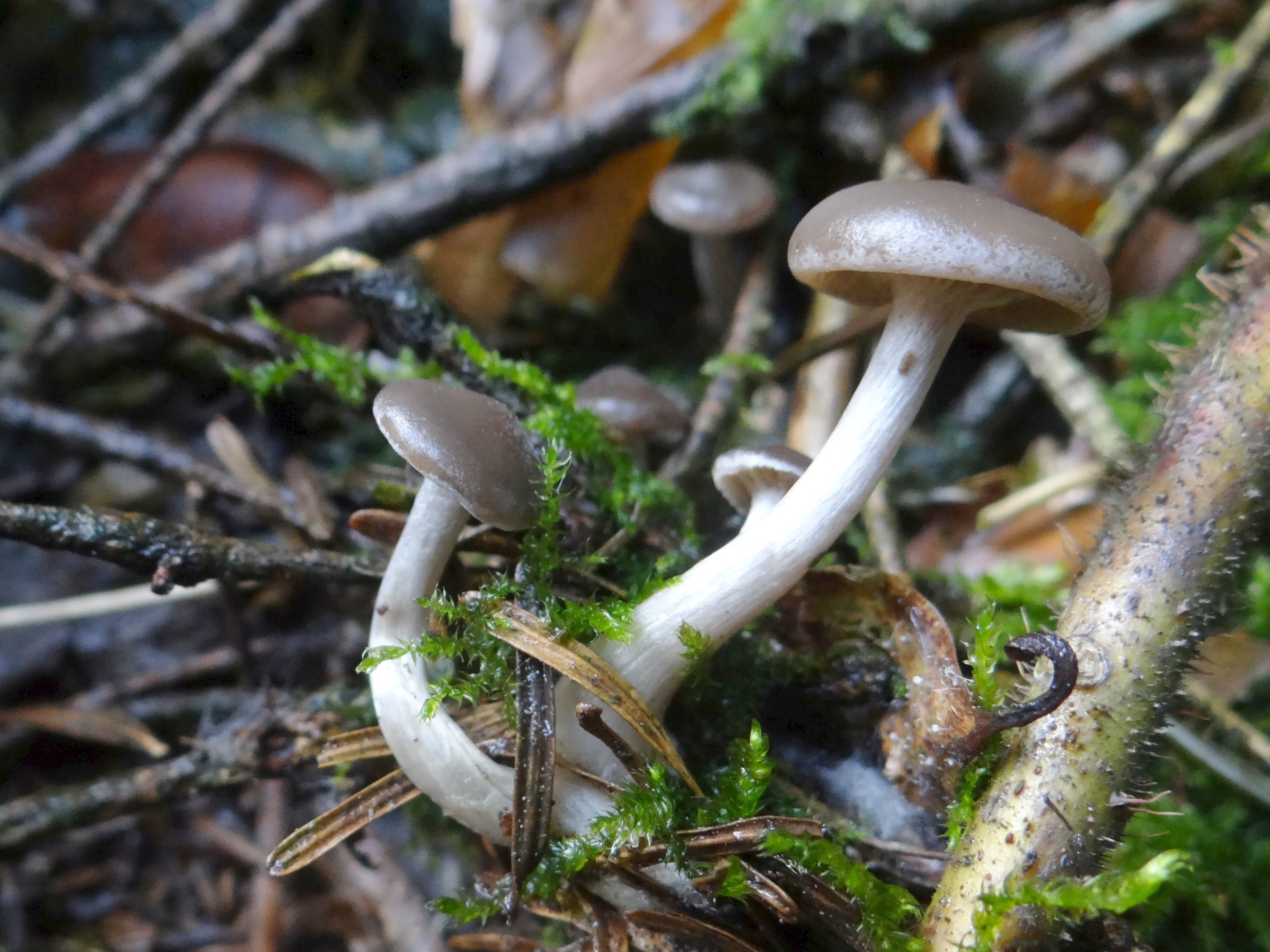
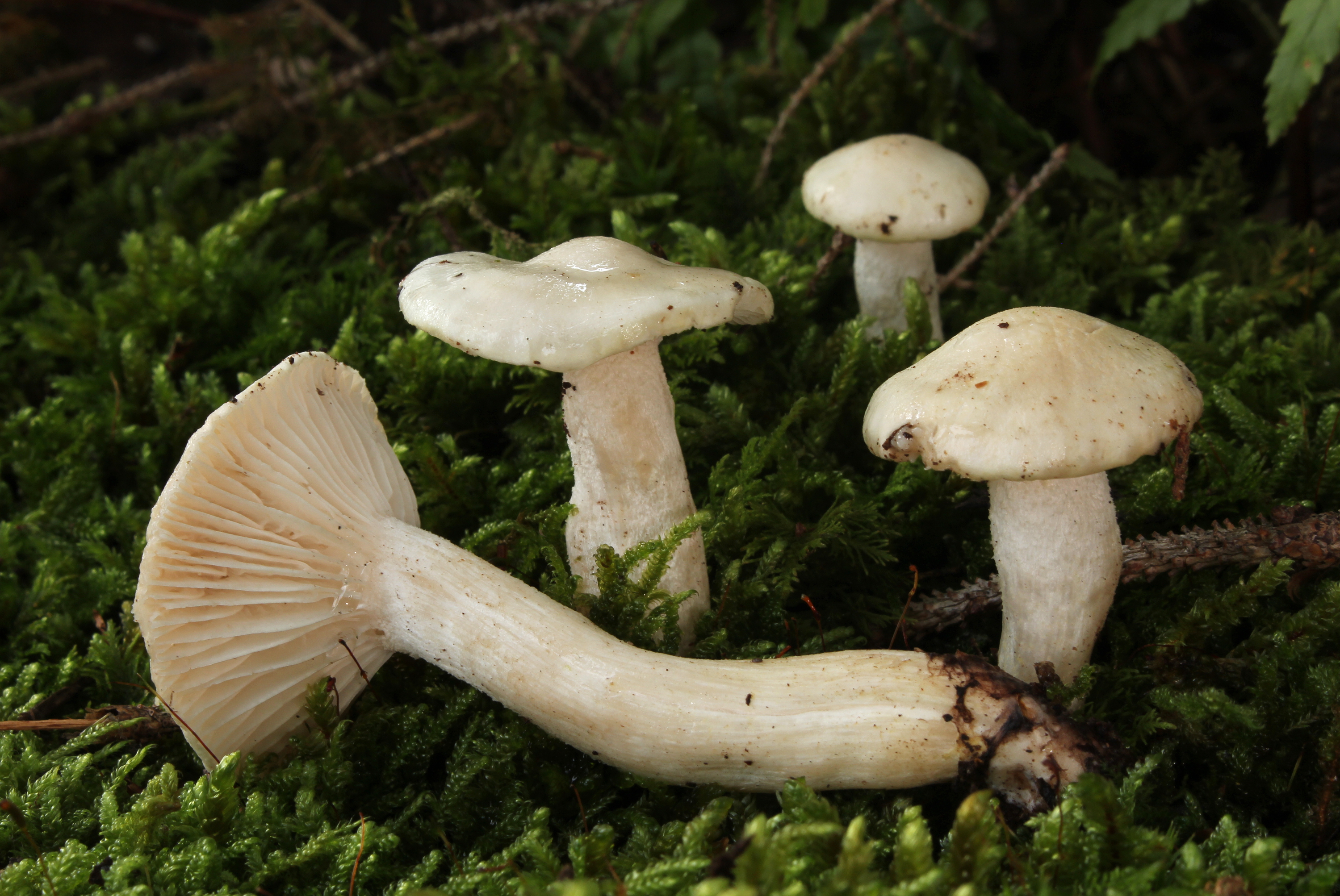

## Možnost záměny
- Šťavnatka hyacintová (Hygrophorus hyacinthinus) – liší se menšími plodnicemi a vůní po hyacintech [4](někdy je vůně popisována i jako podobná kyselým cucacím bonbonům)[2]
- Šťavnatka tečkovaná (Hygrophorus pustulatus) – liší se absencí vůně a bradavčitým třeněm[4]